# Filmfaust
Die Filmfaust war eine deutsche Filmzeitschrift mit betont internationaler Ausrichtung, unterstrichen durch den Zusatz Zeitschrift für den internationalen Film und später Internationale Filmzeitschrift.
Die Zeitschrift wurde von ihren Gründern in der Tradition einer Idee gesehen, die ab 1917 von Sergei Eisenstein und weiteren Filmschaffenden verfolgt wurde. Die von Eisenstein damals formulierte Richtung lässt sich mit einem Zitat verdeutlichen:

„Wir brauchen kein ‚Filmauge‘, sondern eine ‚Filmfaust‘. Der sowjetische Film muss auf die Schädel trommeln! Nicht ‚durch das vereinte Sehvermögen von Millionen Augen werden wir gegen die Welt der Bourgeoisie kämpfen‘ (Wertow), denn dann würde man uns ganz energisch Millionen Veilchen unter diese Millionen Augen setzen!“

Die Filmfaust wurde 1976 von Bion Steinborn, dem Schwager von Alexander Kluge, in Frankfurt am Main gegründet. Nach zwanzigjähriger Arbeit wurde im Januar 1996 ihr Erscheinen mit der 100. Ausgabe eingestellt.
Neben Artikeln der Redakteure Bion Steinborn, Reinhard Rael Wissdorf und Alexandra Kluge erschienen in der Filmfaust unter anderem Texte und Interviews von und mit Paul Virilio, Alexander Kluge, Joris Ivens, Hilmar Hoffmann, Dietmar Kamper, Friedrich Kittler, Lars von Trier, Jean-Marie Straub, Zhang Yimou, Rainer Werner Fassbinder, Andrei Tarkowski, Peter Glotz, Günter Rohrbach, Dieter Kosslick, Manfred Lahnstein, Percy Adlon, Jan Schütte, Derek Jarman, Thomas Brasch, Helmut Thoma, Marguerite Duras, Alain Bergala, Petra Roth, Michael Klein, Hans Zender, Jean-Luc Godard, Günter Grass, Catherine David, Thomas Mitscherlich, Klaus Wildenhahn, Klaus Kreimeier, Volker Schlöndorff und Margarethe von Trotta.
Seit 2020 existiert die von Mehmet Akif Büyükatalay und Claus Reichel gegründete filmfaust GmbH, eine deutsche Filmproduktionsgesellschaft, in Köln.